# The Games: Winter Challenge
The Games: Winter Challenge (souvent abrégé Winter Challenge) est un jeu vidéo de sports d'hiver sorti en 1991 sur DOS et Mega Drive. Le jeu a été développé par MindSpan et édité par Accolade.

## Système de jeu
Il existe 8 épreuves différentes faisables séparément ou en mode championnat :
- Descente
- Slalom géant
- Luge
- Bobsleigh
- Saut à ski
- Ski nordique
- Biathlon
- Patinage de vitesse